# Copa del Rei de futbol 1918
La Copa del Rei de futbol 1918 va ser la 16ena edició de la Copa d'Espanya.

## Detalls
La competició es disputà entre el 8 d'abril i el 2 de maig de 1918.
Els equips participants van ser:
- Regió Nord: Real Unión
- Regió Centre: Madrid FC
- Regió Sud: Recreativo de Huelva
- Galícia: RC Fortuna
- Astúries: Sporting de Gijón
- Catalunya: RCD Espanyol

## Fase final
|  | Quarts de final        | Quarts de final        | Quarts de final       |  |                      | Semifinals             | Semifinals             | Semifinals             |  |           | Final      | Final      |
|  | 8 d'abril - 7 de maig  | 8 d'abril - 7 de maig  | 8 d'abril - 7 de maig |  |                      | 21 d'abril - 9 de maig | 21 d'abril - 9 de maig | 21 d'abril - 9 de maig |  |           | 12 de maig | 12 de maig |
|  |                        |                        |                       |  |                      |                        |                        |                        |  |           |            |            |
|  | RCD Espanyol           | 3                      | 0                     |  |                      |                        |                        |                        |  |           |            |            |
|  | Madrid FC              | 0                      | 1                     |  |                      |                        |                        |                        |  |           |            |            |
|  | Madrid FC              | 0                      | 1                     |  | Recreativo de Huelva | 0                      | 0                      |                        |  |           |            |            |
|  |                        |                        |                       |  | Recreativo de Huelva | 0                      | 0                      |                        |  |           |            |            |
|  | Madrid FC              | 2                      | 4                     |  |                      |                        |                        |                        |  |           |            |            |
|  | Madrid FC              | 2                      | 4                     |  |                      |                        |                        |                        |  |           |            |            |
|  |                        |                        |                       |  |                      |                        |                        |                        |  |           |            |            |
|  |                        |                        |                       |  |                      |                        |                        |                        |  |           |            |            |
|  |                        |                        |                       |  |                      |                        |                        |                        |  | Madrid FC | 0          |            |
|  |                        | Real Unión Club        | 2                     |  |                      |                        |                        |                        |  |           |            |            |
|  | Real Unión Club        | Real Unión Club        | 4                     |  |                      |                        |                        |                        |  |           |            |            |
|  | Real Sporting de Gijón | Real Sporting de Gijón | 1                     |  |                      |                        |                        |                        |  |           |            |            |
|  | Real Sporting de Gijón | Real Sporting de Gijón | 1                     |  | Fortuna de Vigo      | Fortuna de Vigo        | 1                      |                        |  |           |            |            |
|  |                        |                        |                       |  | Fortuna de Vigo      | Fortuna de Vigo        | 1                      |                        |  |           |            |            |
|  | Real Unión Club        | Real Unión Club        | 4                     |  |                      |                        |                        |                        |  |           |            |            |
|  | Real Unión Club        | Real Unión Club        | 4                     |  |                      |                        |                        |                        |  |           |            |            |
|  |                        |                        |                       |  |                      |                        |                        |                        |  |           |            |            |
|  |                        |                        |                       |  |                      |                        |                        |                        |  |           |            |            |

## Quarts de final
Exempts: Recreativo de Huelva i RC Fortuna.

### Anada
| RCD Espanyol             | 3-0     | Madrid FC |
| ------------------------ | ------- | --------- |
| Reig 4' · Gràcia 30' 40' | Informe |           |

| Real Unión                                              | 4-1     | Sporting de Gijón     |
| ------------------------------------------------------- | ------- | --------------------- |
| Amantégui 1T' · Petit 1T' 2T' (pen.) · Emery 2T' (pen.) | Informe | Villaverde 2T' (pen.) |

### Tornada
| Madrid FC    | 1-0     | RCD Espanyol |
| ------------ | ------- | ------------ |
| Bernabéu 1T' | Informe |              |

### Desempat
| Madrid FC                | 2-1     | RCD Espanyol |
| ------------------------ | ------- | ------------ |
| Posada 5' · Bernabéu 10' | Informe | Gràcia 40'   |

## Semifinals

### Anada
| Recreativo de Huelva | 0-2     | Madrid FC                 |
| -------------------- | ------- | ------------------------- |
|                      | Informe | Posada 1T' · Bernabéu 1T' |

| Real Unión                  | 4-1     | RC Fortuna |
| --------------------------- | ------- | ---------- |
| Ruiz 1P' (p.p.) · ? 1P' 2P' | Informe | ? 2P'      |

### Tornada
| Madrid FC                                      | 4-0     | Recreativo de Huelva |
| ---------------------------------------------- | ------- | -------------------- |
| Álvarez 40' (pen.) · Posada 2T' · Bernabéu 2T' | Informe |                      |

## Final
| Real Unión         | 2 - 0 | Madrid FC |
| ------------------ | ----- | --------- |
| Legarreta 45', 85' |       |           |

## Campió
| Campions de la Copa d'Espanya 1918 |
| ---------------------------------- |
| Real Unión de Irún 2n títol        |